# Rodenäs
Rodenäs (frisó septentrional Runees, danès Rødenæs jutlàndic meridional Rånæjs) és un municipi del districte de Nordfriesland, dins l'Amt Südtondern, a l'estat alemany de Slesvig-Holstein. Està situat just a la frontera amb Dinamarca, i un 28% de la seva població domina, a part de l'alemany estàndard i el frisó septentrional, el danès, el baix alemany i el jutlàndic meridional.
El terme municipal de Rodenäs s'estén al nord de l'espai natural del pantà de Frisia del Nord. Més al nord flueix el Wiedau ( dänisch Vidå ) a la zona de la ciutat danesa de Hoyer al Wadden  zona del Parc Nacional Danès del Mar de Wadden.

### Estructura comunitària
Oldorf (dänisch Gammelby, nordfriesisch Uuiltorp), Neudorf ( dänisch Nyby, nordfriesisch Naitorp), Market Houses (dänisch Markhuse), Ophusum (nordfriesisch Äphüsem), Kixbüll ( dänisch Kixbøl, nordfriesisch Kiksbel) i la reserva natural Rickelsbüller Koog (dänisch Rikkelsbøl Kog, nordfriesisch Rikelsbeler Kuuch) es troben al terme municipal. En el cens de 1987, els següents assentaments agrícoles també es van registrar al padró oficial d'habitatges:
- Kixbüllhof (danès: Kixbølgaard, frisó del nord: Kiksbelguurd)
- Krummhusum (danès: Krumhusum)
- Onkelsgabe
- Osterwarf
- Sibbershusum (danès: Sibbershusum,[6] frisó del nord: Sibberhüsem)
- Tevelum

### Clima
Rodenäs té un clima marítim. D'acord amb la classificació climàtica de Köppen i Geiger, el lloc s'assigna a la classe CfB.

## Escut d'armes
Blasó: “Dividit per vermell i blau per un llaç daurat al cap de l'escut. A la part superior una lluna creixent daurada, a dreta i esquerra una estrella de sis puntes. A sota, un molí de vent de plata".

## Cultura

###### Llengua
En un estudi de la dècada de 1970, la Universitat de Copenhaguen va trobar que 28 El % dels habitants parlava l'alt alemany, el baix alemany, el frisó, el danès estàndard i el Jutlàndid del Sud i, per tant, parlaven cinc llengües. Fins i tot aleshores, però, era evident una pèrdua d'importància de totes les llengües excepte de l'alt alemany: 24 % dels nascuts abans de 1915, 43 % dels nascuts entre 1915 i 1945 però 93 El % dels nascuts a partir de 1945 tenia com a llengua materna l'alt alemany. Mentrestant, el monolingüisme de l'alt alemany s'està generalitzant progressivament. No obstant això, les cinc llengües encara es parlen; No obstant això, segons un breu reportatge televisiu del 2024, la proporció de residents que parlen tots els idiomes ara pràcticament ha desaparegut.